# Narrabeen
Narrabeen è un sobborgo costiero a nord di Sydney, nello Stato del Nuovo Galles del Sud in Australia.
Narrabeen si trova a 23 km a nord-est del Distretto affaristico centrale di Sydney, nell'area governativa locale della Municipalità di Warringah e fa parte della regione delle Spiagge settentrionali.

## Etimologia

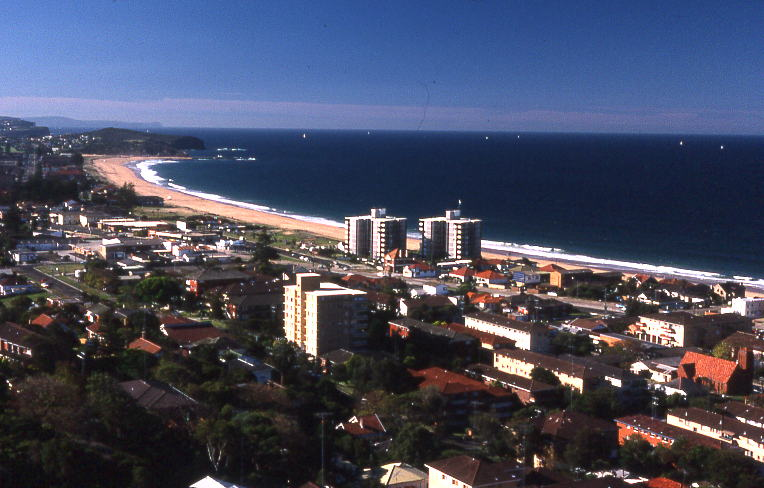
Panorama di Narrabenne dal pianoro Collaroy

Ci sono diverse teorie sull'origine del termine Narrabeen. Una di queste propone l'origine dalla parola aborigena Narrabine che significa cigno.
Un'altra riguarda il capitano Henry Reynolds, che per primo si insediò nell'area con la sua famiglia. Furono uccisi durante un attacco da parte dei bushranger e la sua fattoria fu bruciata. La credenza popolare narra che il luogo fu chiamato così dopo che una giovane ragazza aborigena di nome Narrabine, che viveva vicino al lago, aiutò i soldati a catturare gli autori del massacro.